# Comté de Montour
Le comté de Montour (anglais : Montour County) est un comté situé dans l'État de Pennsylvanie aux États-Unis. Le siège du comté est Danville. Selon le recensement de 2020, sa population est de 18 136 habitants. Il a été créé le 3 mai 1850 et tire son nom de Madame Montour, une leader amérindienne durant l'ère coloniale. Le siège du comté se situe à Danville.

## Géographie
Le comté a une superficie de 940 km², dont 934 km² est de terre.

### Comtés adjacents
- Comté de Lycoming (nord)
- Comté de Columbia (est)
- Comté de Northumberland (sud-ouest)

## Démographie
| Groupe            | Comté de Montour | Pennsylvanie | États-Unis |
| ----------------- | ---------------- | ------------ | ---------- |
| Blancs            | 88,8             | 73,5         | 58         |
| Latino-Américains | 2,7              | 8,1          | 19         |
| Afro-Américains   | 1,7              | 10,5         | 12,1       |
| Asiatiques        | 3,7              | 3,4          | 6,2        |
| Métis             | 2,8              | 3,3          | 4,1        |
| Autres            | 0,1              | 0,4          | 0,5        |
| Amérindiens       | 0,2              | 0,1          | 0,9        |
| Océano-américains | 0                | 0,02         | 0,2        |
| Total             | 100              | 100          | 100        |